# Ганзейский союз Нового времени

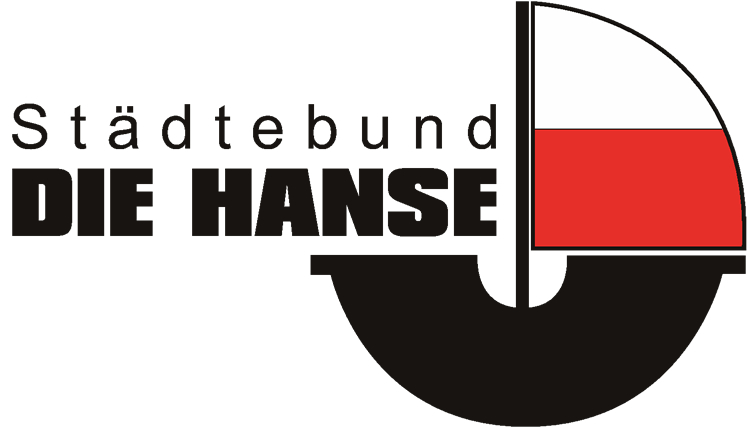
Логотип

Ганзейский союз Нового времени (нем. Neue Hanse — «Новая Ганза») — международная неправительственная межмуниципальная организация («культурное содружество городов»), ставящая своей целью развитие межмуниципального сотрудничества, культурного обмена, знакомства с традициями городов-членов, укрепление деловых и торговых контактов. Основана в 1980 году. Название организации отсылает к средневековому союзу Ганза. 

## История
В 1980 году в Нидерландах отмечался 700-летний юбилей со дня основания Ганзы, в том же году в нидерландском городе Зволле была основана организация под названием «Ганзейский союз Нового времени» (часто неофициально называемый «Новой Ганзой»).
«Новая Ганза» поставила перед собой задачу сохранить ганзейский дух культуры в ганзейских городах, внести вклад в экономическое, культурное, социальное и политическое единство Европы, использовать инструмент народной дипломатии для укрепления европейских связей.

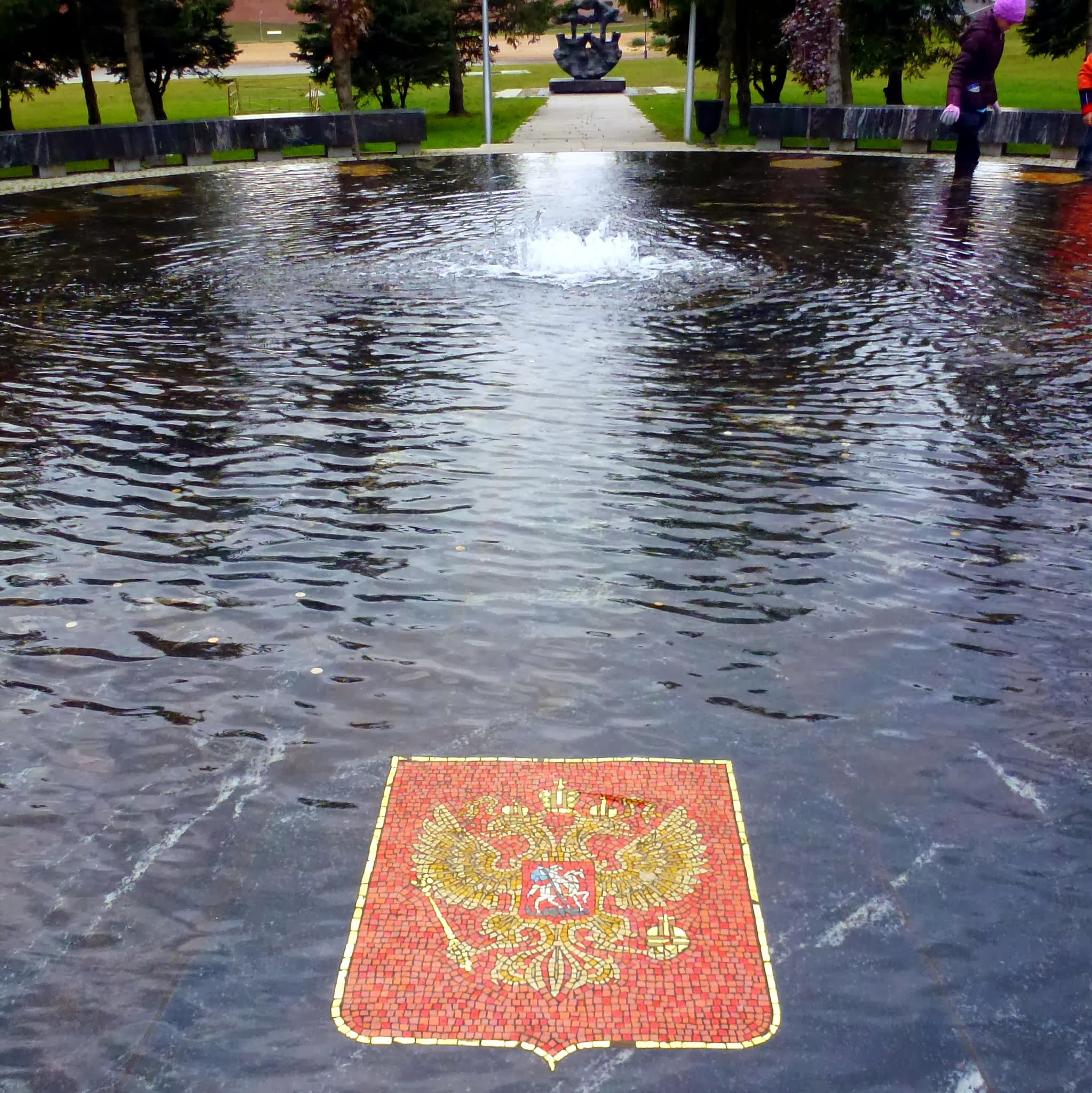
Ганзейский фонтан, Великий Новгород. Гранитный круг символизирует стол переговоров. По радиусу круга выложены мозаикой гербы 16 стран, входящих в Ганзейский союз Нового времени. В композицию «Ганзейский знак» входит фонтан и скульптура в виде двух стилизованных кораблей. Вместо парусов у них сплетённые кроны деревьев, обозначающих единение стран и времён. Знак установлен в 2009 году.

В «Новую Ганзу» вошли также города, не входившие в средневековую Ганзу, но сумевшие доказать наличие торговых связей с Ганзой в эпоху Средневековья. Первым со стороны Российской Федерации в союз городов в 1993 году вступил Великий Новгород. Затем в «Новую Ганзу» были приняты Белозерск, Великий Устюг, Ивангород, Калининград (б. Кёнигсберг), Кингисепп (б. Ямбург), Псков, Смоленск, Тверь, Тихвин, Торжок, Тотьма, Вологда, Вышний Волочёк, Порхов, Старая Русса. 
В 2015 году в Любеке создан Европейский музей Ганзы.
К 2018 году «Ганзейский союз Нового времени» объединил 195 городов из 16 европейских государств. Штаб-квартира Новой Ганзы расположена в германском городе Любеке, бургомистр которого неизменно избирается главой Союза. С 2018 года бургомистр Любека Ян Линденау (нем. Jan Lindenau) стал президентом союза.
5 марта 2022 года Ганзейский союз Нового времени приостановил членство в организации всех 16 российских городов и исключил из Президиума члена от России Ольгу Попову в рамках санкций, направленных против российского вторжения на территорию Украины.
Ганзейские дни Нового времени
В рамках организации действует молодёжная секция — «Молодая Ганза» (нем. Jugendhanse), созданная по инициативе шведского ганзейского города Висбю в 1998 году. Её делегаты в возрасте от 15 до 26 лет по собственной программе участвуют в ежегодном международном фестивале «Ганзейские дни Нового времени», который ежегодно проводится в одном из городов Новой Ганзы. В 2009 году XXIX международный фестиваль был проведён в Великом Новгороде, а в 2019 году фестиваль прошёл в Пскове.
Союз русских ганзейских городов
В 2009 году XXIX международный фестиваль был проведён в Великом Новгороде. В 2009 году, в период проведения Ганзейские дни Нового времени в Великом Новгороде, в России объявили создании Союза русских ганзейских городов (англ. Union of Russian hanseatic cities, нем. Bündnis Russischer Hansestädte) — российской секции городов-членов Ганзейского союза Нового времени. Союз создан в целях координации деятельности членов Союза направленной на укреплении культурных, научных, общественных и экономических связей между членами Союза и городами Ганзейского союза Нового времени. Предметами его деятельности являются поиск и изучение исторических документов и свидетельств ганзейского периода истории российских городов-членов Союза, восстановление исторических памятников, расширение и укрепление культурных, научных, общественных и экономических связей и содействие развитию туризма.
По примеру Ганзейского союза Нового времени штаб-квартирой Союза русских Ганзейских городов избран Великий Новгород, а мэр этого города неизменно является президентом Союза.
В 2018 году в Вологде открылся первый в России ремесленный музей изделий народных промыслов из разных городов Русского Ганзейского союза.

## Города-члены

### Беларусь
- Витебск
- Полоцк

### Бельгия
- Брюгге

### Великобритания
- Абердин
- Бостон
- Ипсуич
- Кингс-Линн
- Кингстон-апон-Халл
- Эдинбург

### Германия
- Айнбекк
- Ален
- Альфельд (Лайне)
- Анклам
- Аттендорн
- Бад-Ибург
- Бальве
- Беккум
- Боккенем
- Бракель
- Бранденбург-на-Хафеле
- Брауншвейг
- Бреккерфельд
- Бремен
- Брилон
- Букстехуде
- Варбург
- Варендорф
- Везель
- Вербен (Эльба)
- Верль
- Верне
- Випперфюрт
- Висмар
- Галле
- Гамбург
- Гамельн
- Ганновер
- Гарделеген
- Гёттинген
- Гослар
- Грайфсвальд
- Гронау (Лайне)
- Деммин
- Дорстен
- Дортмунд
- Дрольсхаген
- Дудерштадт
- Дуйсбург
- Зальцведель
- Зехаузен (Альтмарк)
- Золинген
- Зост
- Зундерн (Зауэрланд)
- Ильцен
- Калькар
- Камен
- Квакенбрюк
- Кведлинбург
- Кёльн
- Киль
- Кириц
- Корбах
- Лемго
- Липпштадт
- Любек
- Люнебург
- Люнен
- Магдебург
- Мариенмюнстер
- Марсберг
- Медебах
- Мелле
- Мерзебург
- Минден
- Мюльхаузен
- Мюнстер
- Наумбург (Зале)
- Нойенраде
- Нойс
- Оснабрюк
- Остербург (Альтмарк)
- Остероде-ам-Харц
- Падерборн
- Перлеберг
- Прицвальк
- Райне
- Реда-Виденбрюкк
- Росток
- Рютен
- Тангермюнде
- Тельгте
- Унна
- Услар (город)
- Франкфурт-на-Одере
- Фреден
- Фюрстенау
- Хазелюнне
- Хальтерн-ам-Зе
- Хамм
- Хаттинген
- Хафельберг
- Хельмштедт
- Херфорд
- Хёкстер
- Хильдесхайм
- Шверте
- Штаде
- Штендаль
- Штральзунд
- Эммерих-на-Рейне

### Исландия
- Стиккисхоульмюр
- Хабнарфьордюр

### Латвия
- Валмиера
- Кокнесе
- Кулдига
- Лимбажи
- Рига
- Страупе
- Цесис

### Литва
- Каунас

### Нидерланды
- Болсвард
- Венло
- Гронинген
- Девентер
- Дусбург
- Зволле
- Зютфен
- Кампен
- Маасбоммел
- Олдензал
- Оммен
- Рурмонд
- Ставерен
- Тил
- Хардервейк
- Хасселт
- Хаттем
- Элбюрг

### Норвегия
- Берген

### Польша
- Бранево
- Бялогард
- Вроцлав
- Гданьск
- Голенюв
- Дарлово
- Квидзын
- Кошалин
- Колобжег
- Краков
- Лемборк
- Мальборк
- Ольштын
- Славно
- Слубице
- Слупск
- Старгард
- Стшельце-Опольске
- Фромборк
- Хелмно
- Щецин
- Эльблонг

### Россия
Членство всех российских городов приостановлено на неопределённый срок.
- Белозерск
- Великий Новгород
- Великий Устюг
- Вологда
- Выборг
- Вышний Волочёк
- Ивангород
- Калининград
- Кингисепп
- Порхов
- Псков
- Смоленск
- Старая Русса
- Тверь
- Тихвин
- Торжок
- Тотьма

### Финляндия
- Турку
- Улвила

### Франция
- Ла-Рошель

### Швеция
- Висби
- Кальмар
- Нючёпинг
- Сканёр
- Фальстербу

### Эстония
- Вильянди
- Нарва
- Пярну
- Таллин
- Тарту